# Conte Lloyd George di Dwyfor
Conte Lloyd-George di Dwyfor (o conte Lloyd-George) è un titolo nobiliare della parìa britannica.

## Storia

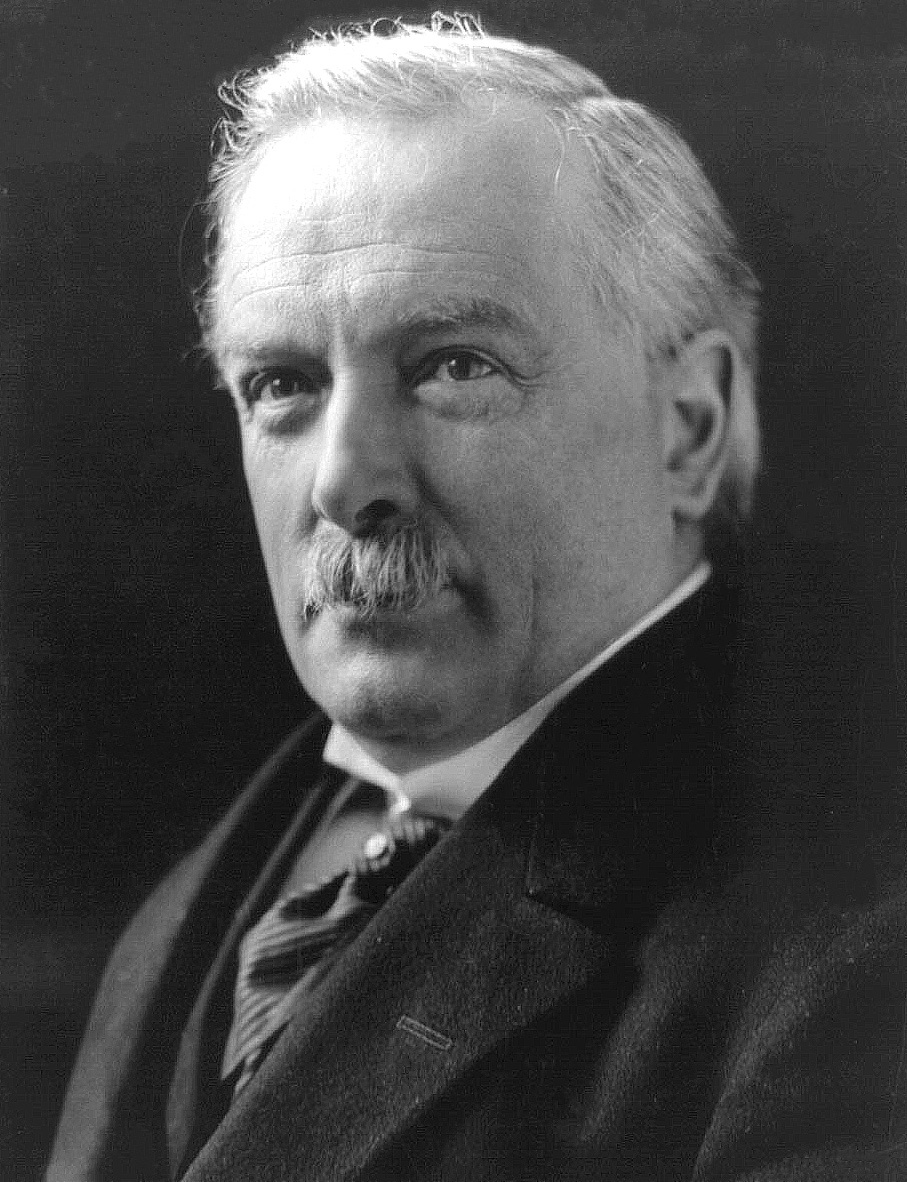
I conte Lloyd-George di Dwyfor, OM

Il titolo venne creato nel 1945 per il famoso politico del partito Liberale, David Lloyd George. Questi fu cancelliere dello Scacchiere dal 1908 al 1915 e primo ministro britannico dal 1916 al 1922. Lloyd George venne nominato con titolo sussidiario visconte Gwynedd, di Dwyfor nel Caernarfonshire, nel contempo in cui stato creato conte. Questi titoli vennero tutti riconosciuti nella parìa del Regno Unito.
Attualmente i titoli sono detenuti dal pronipote di questi, il IV conte Lloyd-George.

## Conti Lloyd-George di Dwyfor (1945)
- David Lloyd George, I conte Lloyd-George di Dwyfor (1863–1945)
- Richard Lloyd George, II conte Lloyd-George di Dwyfor (1889–1968)
- Owen Lloyd George, III conte Lloyd-George di Dwyfor (1924–2010)
- David Richard Owen Lloyd George, IV conte Lloyd-George di Dwyfor (n. 1951)[2].
  - L'erede apparente è William Alexander Lloyd George, visconte Gwynedd (n. 1986).